# Steppenwolf (album)
Steppenwolf je debutové eponymní studiové album americké hard rockové skupiny Steppenwolf, vydané v roce 1968 u ABC Dunhill Records. Album obsahuje i hit Born to Be Wild.

## Seznam skladeb
| Strana 1 | Strana 1             | Strana 1                 | Strana 1 |
| Pořadí   | Název                | Autor                    | Délka    |
| -------- | -------------------- | ------------------------ | -------- |
| 1.       | Sookie Sookie        | Don Covay, Steve Cropper | 3:12     |
| 2.       | Everybody's Next One | Kay, Gabriel Mekler      | 2:53     |
| 3.       | Berry Rides Again    | Kay                      | 2:45     |
| 4.       | Hoochie Coochie Man  | Willie Dixon             | 5:07     |
| 5.       | Born to Be Wild      | Mars Bonfire             | 3:28     |
| 6.       | Your Wall's Too High | Kay                      | 5:40     |

| Strana 2       | Strana 2           | Strana 2            | Strana 2 |
| Pořadí         | Název              | Autor               | Délka    |
| -------------- | ------------------ | ------------------- | -------- |
| 1.             | Desperation        | Kay                 | 5:45     |
| 2.             | The Pusher         | Hoyt Axton          | 5:43     |
| 3.             | A Girl I Knew      | Morgan Cavett, Kay  | 2:39     |
| 4.             | Take What You Need | Kay, Gabriel Mekler | 3:28     |
| 5.             | The Ostrich        | Kay                 | 5:43     |
| Celková délka: | Celková délka:     | Celková délka:      | 46:10    |

## Sestava
- John Kay – kytara, harmonika, zpěv
- Michael Monarch – kytara, doprovodný zpěv
- Rushton Moreve – baskytara, doprovodný zpěv
- Goldy McJohn – Hammondovy varhany, piáno, elektrické piáno
- Jerry Edmonton – bicí, perkuse, doprovodný zpěv